# 9821 Gitakresáková
A 9821 Gitakresakova (ideiglenes jelöléssel 4033 T-1) a Naprendszer kisbolygóövében található aszteroida. Cornelis Johannes van Houten, Ingrid van Houten-Groeneveld és Tom Gehrels fedezte fel 1971. március 26-án.